# Gallersberg (Isen)
Gallersberg ist ein Gemeindeteil des Marktes Isen im oberbayerischen Landkreis Erding.

## Lage
Die Einöde Gallersberg liegt in der Gemarkung Westach 2,5 Kilometer nordöstlich von Isen.

## Geschichte

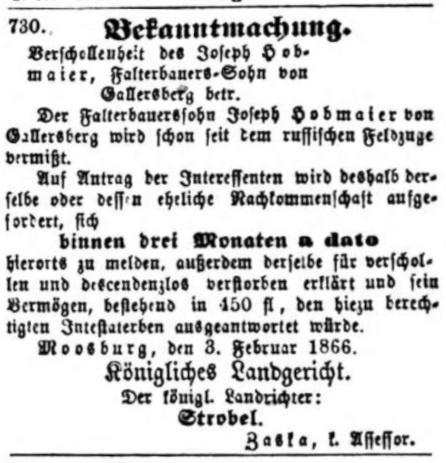
Verschollenheit des Joseph Hobmaier, Falterbauers-Sohn von Gallersberg. Bayerische Zeitung, 13. Februar 1866

Am 8. Februar 1866 wurde durch das Königliche Landgericht in Moosburg bekannt gemacht, dass Joseph Hobmaier, ein Falterbauers-Sohn aus Gallersberg, seit dem russischen Feldzug vermisst wurde.
Am 9. Dezember 1896 wurde der Bauer Johann Hofmeier in Gallersberg wegen eines Vergehens der Körperverletzung, verübt an Michael Hörl, zu 45 Tagen Gefängnis verurteilt.

## Bevölkerungsentwicklung
Um 1871 gab es in Gallersberg acht Einwohner. Im Mai 1987 lebten dort vier Einwohner in einem Wohngebäude.
| Jahr      | 1871 | 1925 | 1950 | 1970 | 1987 |
| Einwohner | 8    | 4    | 5    | 2    | 4    |